# Непиль
Непиль — хутор в Крымском районе Краснодарского края России. Входит в состав Адагумского сельского поселения.

## География
Расположен в юго-западной части региона, в пределах Прикубанской наклонной равнины, на реке Непиль.
К хутору примыкает хутор Пролетарский.
Часовой пояс
Непиль, как и весь Краснодарский край, находится в часовой зоне МСК (московское время). Смещение применяемого времени относительно UTC составляет +3:00.

## Топоним
Название дано по реке, на которой стоит хутор.

## Население
| 1999 | 2002 | 2010 |
| ---- | ---- | ---- |
| 734  | ↘618 | ↗677 |

## Инфраструктура
Экономика
В районе хутора развито садоводство, выращиваются слива, персик (бывший совхоз «Кубанский сад»).
Уличная сеть
- ул. Калинина,
- ул. Кубанская,
- ул. Новоселов,
- ул. Садовая.

## Транспорт
Подходит автодорога «Подъезд к х. Непиль» (идентификационный номер 03 ОП РЗ 03К-291).